# بونيرة صغيرة عطرية
البونيرة الصغيرة العطرية (الاسم العلمي:Parvaponera myropola) هي جنس من الحشرات تتبع الفصيلة النمليات من رتبة غشائيات الأجنحة.